# Страндаский уезд
Страндаский уезд — административно-территориальная единица Выборгской губернии. Уездный город — Выборг (в состав уезда не входил, находясь в непосредственном подчинении губернских властей). Образован после 1811 года, упразднён вместе с губернией в 1940 году. Ныне большая часть уезда входит в Выборгский район, часть островов — в Кингисеппский район Ленинградской области.

## История
Образован из части земель Выборгского уезда, разукрупнённого после присоединения Выборгской губернии к Великому княжеству Финляндскому. Первоначально подразделялся на кирхшпили (приходы) во главе с ленсманами; в составе самых больших приходов имелись также капелланства. К 1940 году подразделялся на 8 волостей (общин): 
- Йоханнес
- Каннельярви
- Койвисто (городская община)
- Койвисто (сельская община)
- Куолемаярви
- Лавансаари
- Сейскари
- Уусикиркко.

По состоянию на 01.01.1938 площадь уезда составляла 1 758,95 км², а население (на 31.12.1939) — 44 674 чел.
Согласно условиям Московского мирного договора большая часть Выборгской губернии, включая Выборг и Карельский перешеек, отошли от Финляндии к СССР, что повлекло за собой упразднение Страндаского уезда.